# Мессапы

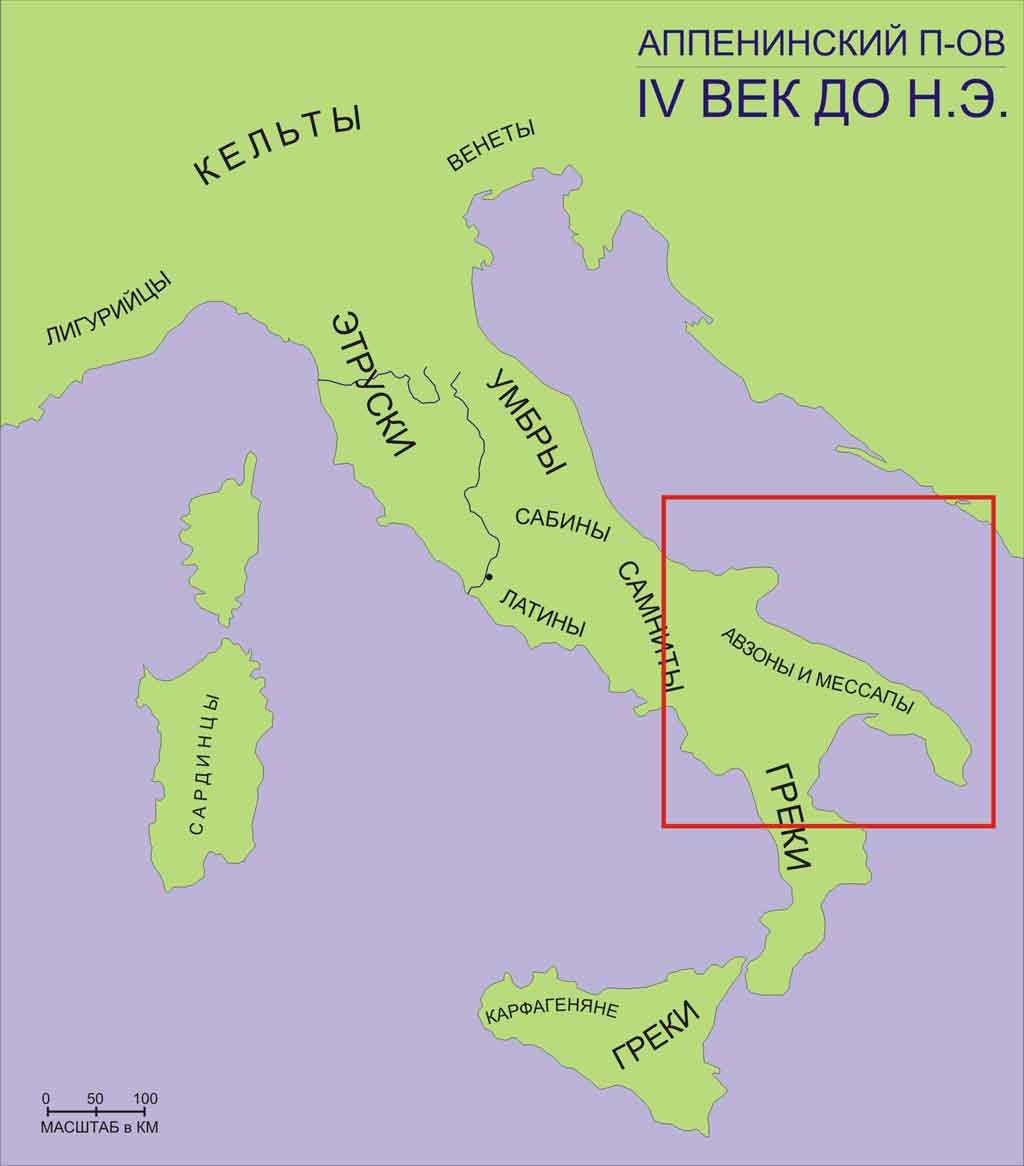
Обитание племён мессапов на Апеннинском полуострове в IV веке до Н. Э.

Мессапы (греч. Μεσσάπιοι) — древний италийский народ, населявший юго-восточную оконечность Италии (Апулия). Большая часть исследователей считают мессапов потомками иллирийцев, переселившихся с Балкан через Адриатическое море, однако существует восходящая к Геродоту традиция считать их потомками жителей острова Крит (согласно Геродоту, бывшие критяне назывались «мессапские япиги»). По всей видимости, в состав мессапов после их миграции вошла и часть автохтонного населения Апеннинского полуострова, однако неизвестно, состояли ли коренные жители в родстве с доиндоевропейским населением соседней Греции и островов Эгейского моря: возможно, что поздние мигранты с острова Крит, упомянутые Геродотом, были родственны автохтонному населению Италии, возможно, нет.

«По преданию, ведь Минос в поисках Дедала прибыл в Сиканию (теперешнюю Сикелию). Через некоторое время по внушению божества все критяне, кроме полихнитов и пресиев, выступили великим походом в Сикелию и в течение пяти лет осаждали город Камик, где в мое время жили акрагантинцы. Однако они не могли ни взять города, ни оставаться дольше в стране, страдая от голода, и в конце концов отплыли домой. В пути у берегов Иапигии их застигла страшная буря и выбросила корабли на берег. Корабли их были разбиты, и поэтому, не имея уже никакой возможности возвратиться на Крит, они основали там город Гирию и остались жить в этой стране. Вместо критян они стали, переменив свое имя, иапигскими мессапиями, а из островитян превратились в жителей материка. Из города Гирии они основали другие поселения, которые много лет спустя пытались разрушить тарантинцы, понеся при этом огромные потери. Это была самая кровавая резня [между эллинами] из всех мне известных, причём тяжко пострадали как сами тарантинцы, так и регинцы». — Геродот
Мессапский язык стал названием для группы диалектов, на которых, помимо собственно мессапов, говорили близкие им япиги и певкеты. Массапы обладали письменностью и даже составляли карты. Им приписывается основание ряда итальянских городов, например, Лечче, Алецио. В годы Пирровой войны ополчения мессапов сражались на стороне греков. К началу н. э. покорены римлянами и романизированы.
Лингвист Юлиус Покорный выводил этноним мессапии от праиндоевропейского *medhyo- ‘средний’ и -apia (<*ap-, ‘вода’).